# Китайско-таджикистанские отношения
Китайско-таджикистанские отношения — двусторонние отношения между Китаем и Таджикистаном. Дипломатические отношения между странами были установлены в 1992 году. Протяжённость государственной границы между странами составляет 477 км. Взаимный товарооборот в 2014 году 777 млн долларов или 14,6 % от внешней торговли Таджикистана, причем экспорт среднеазиатской республики в Китай незначителен (около 39 млн долларов).
Страны являются членами ШОС, а также взаимодействуют в формате Центральная Азия плюс Китай.

## История границ
После образования Таджикистана в 1992 году в результате распада СССР КНР заявила о необходимости подписания нового договора о границе и пересмотра некоторых демаркационных линий.
13 августа 1999 года между двумя странами было подписано соглашение «О таджикско-китайской государственной границе», согласно которому Таджикистан сохранял полную юрисдикцию над спорным участком в районе перевала Карзак, но уступал Китаю около 200 кв.км. другого участка близ реки Маркансу, т.е. вопрос был решен путём раздела второго участка пополам между Китаем и Таджикистаном.
Проблема территориальной принадлежности третьего участка решилась во время визита президента Таджикистана Эмомали Рахмона в Китай. В мае 2002 было подписано дополнительное соглашение «О демаркации границы и урегулировании территориальных споров», согласно которому Таджикистан согласился передать Китаю 1 тысячу кв.км. из 28 тыс. кв. км. спорных территорий в районе Восточного Памира (Мургабский район на востоке Таджикистана). В мае 2004 года, в соответствии с подписанным правительствами Китая и Таджикистана соглашением, открылся первый контрольно-пропускной пункт на китайско-таджикистанской границе — КПП «Карасу». 12 января 2011 года парламент Таджикистана проголосовал за передачу Китаю тысячи квадратных километров спорных территорий в горах Памира. 6 октября 2011 года завершился процесс передачи таджикской территории под юрисдикцию Китая 1 тыс. 158 квадратных километров, что составляло 5,5 % всех спорных территорий. 6 мая 2013 года, по сообщению ряда мировых СМИ, китайские войска вторглись в Мургабский район Горно-Бадахшанской области Таджикистана. Позже эта информация была опровергнута частными лицами, официальных опровержений не поступало.

## Экономические отношения
Товарооборот между двумя странами составил в 2013 году 682,1 млн долларов США. При этом объём таджикистанского экспорта в КНР незначителен — 86,3 млн долларов в 2013 году (алюминий и изделия из него, хлопок, кожсырье, черные металлы, медь и изделия из них). Импорт из Китая (595,8 млн долларов в 2013 году) представлен минеральным топливом, нефтью, керамикой, мебелью, постельными принадлежностями, пластмассами, полимерами, техникой, транспортными средствами. Китай помогает Таджикистану в развитии его экономики кредитами. Так, на 2012 год долг Таджикистана Китаю составил 878,5 млн долларов (41 % всего внешнего долга республики). В 2012 году Таджикистан получил от Китая почти 1 миллиард долларов США в виде грантов, технической помощи и кредитов на льготных условиях.

### Совместные предприятия
По состоянию на 2012 год основная часть добываемого в Таджикистане золота (1,6 тонны из 2,4 тонн, добытых в стране), а также значительная доля общереспубликанской добычи серебра приходится на совместное китайско-таджикистанское предприятие «Зерафшон». В 2009 году вступила в строй горнообогатительная фабрика по переработке свинцово-цинковых руд «Зарнисор» (51 % её капитала составил китайский), которая в 2012 году произвела (на экспорт в КНР) более 23,4 тыс. тонн свинцового и свыше 37,3 тыс. тонн цинкового порошков.

## Сотрудничество в сфере энергетики
В 2006—2009 годах в Таджикистане с помощью КНР были построены сразу две линии электропередачи (ЛЭП-100 и ЛЭП-500), которые соединили энергосистемы двух стран.

## Китайские инвестиции
На 1 января 2013 года КНР занимала четвертое место в списке иностранных инвесторов Таджикистана — объем прямых китайских инвестиций в республику составил 210,5 млн долларов (10,1 % от общего объема прямых иностранных инвестиций в эту страну СНГ). За 2013 год в Таджикистан поступило 341,1 млн долларов прямых иностранных инвестиций (из всех зарубежных стран), из которых 48,7 % (166,1 млн долларов) были китайскими.
Китайский «Эксимбанк» выделил кредит на строительство железнодорожного участка Вахдат—Яван, который был открыт в 2016 году. Строительство тоннелей велось китайскими специалистами.

## Сотрудничество в сфере образования
С 1993 года правительство Китая ежегодно предоставляло государственные стипендии гражданам Таджикистана, но первые годы желающих обучаться в Поднебесной было немного: в 1993—2005 годах в вузы КНР было зачислено лишь 263 студента из РТ. Открытие в 2005 году регулярных авиарейсов между КНР и РТ, а также контрольно-пропускного пункта Кульма-Карасу стало переломом: за 2006—2011 годы в вузы Китая поступили 3677 юношей и девушек из Таджикистана. Подавляющее большинство таджикских студентов обучалось за свой счет. По данным Министерства образования КНР, в 2012/2013 учебном году в вузах Китая училось 1389 студентов из РТ, при этом только 285 юношей и девушек обучались по стипендиям, предоставленным правительством Поднебесной, ШОС, Азиатским фондом образования и самими университетами.